# NGC 1649
NGC 1649 (ook: NGC 1652) is een open sterrenhoop in het sterrenbeeld Goudvis. Het hemelobject werd op 2 november 1834 ontdekt door de Britse astronoom John Herschel.

## Synoniemen
- ESO 55-SC32